# Secil
Secil é uma empresa produtora de cimentos portuguesa e é actualmente a segunda maior cimenteira de Portugal e maior concorrente da Cimpor;
A Secil fundada em 1925, mas começou a produzir cimentos em 1904 com a Companhia de Cimentos de Portugal, foi nacionalizada em 1975 e privatizada em 1994.
A companhia tem operações em Portugal, Brasil, Líbano, Cabo Verde, Angola, e Tunísia. Em 2013 52,2% de seu facturamento total veio de fora de Portugal, com detalhe no crescimento nas operações no Brasil onde tem 50% do capital da Supermo Cimentos.
O conglomerado português Semapa detêm 99,99% do capital da Secil.
Em fevereiro de 2024 atráves de sua subsidiária no Brasil Supremo Secil Cimentos, anunciou investimentos de 100 milhões de reais para ampliar a fábrica da cidade de Adrianópolis no estado do Paraná, anteriormente já foram investidos outros 689 milhões de reais e emprega 400 pessoas.